# László Fidel
László Fidel (ur. 29 czerwca 1965 w Vácu) – węgierski kajakarz. Srebrny medalista olimpijski z Barcelony.
Zawody w 1992 były jego jedynymi igrzyskami olimpijskimi. Zajął drugie miejsce w czwórce kajakowej na dystansie 1000 metrów, tworzyli ją ponadto Attila Ábrahám, Zsolt Gyulay i Ferenc Csipes. Sześciokrotnie był medalistą mistrzostw świata. Zdobył czterokrotnie złoty medal w kajakowej czwórce (1986, 1987, 1990 i 1991), złoto w dwójce w 1987 oraz srebro w kajakowej czwórce na dystansie 500 metrów w 1991.